# 潮岬観光タワー
潮岬観光タワー（しおのみさきかんこうタワー）は、和歌山県東牟婁郡串本町潮岬2706ｰ26に所在する塔（タワー）である。

## 概要
1960年10月22日に竣工した全高37 m、展望台の海抜が100 mの本州最南端の展望塔で、太平洋の大パノラマや紀伊山地の山並み、潮岬灯台や紀伊大島、さらに眼下には望楼の芝を望むことが出来る。建物は7階建ての円筒形で7階と屋上が展望台になっている。建物自体はビル型だが、現在は2階から7階までの中間階は使用されていない。
タワーに入場すると、串本町観光協会が発行している『本州最南端訪問証明書』を受け取ることが出来る。
併設のレストランでは、近大本マグロを使用したメニューや、串本ならではの地元名物を楽しめる。

## 交通アクセス
JR西日本紀勢本線（きのくに線）串本駅下車、バス17分。
普通車100台分、バス11台分の駐車場も完備されている。